# درابزين
إن الدَرَابِزِين ج دَرَابَزُونات (من التركية Trabzan طرابزان) أو المُحجَّر (في العراق) وهي سور منخفض من أعمدة محدودَبة ومصطفّة (تسمى تفاريج مفردها تِفْراج أو برامق مفردها بُرْمُق) يعلوها متكَأ ٌ لمنع سقوط الأشخاص أو الأشياء من سقف أو من شرفة أو من أي مكان مشابة لة ارتفاع مختلف.  تُزين الدرابزون وبرامقها في فنّ العُمران وتنقش وتبنى حواجزًا في الشرفات والمباني العتيقة.
عُرفت عن الآشوريين أولى الدرابزونات ثم الإغريق في النظام الأيوني وازدهرت في عصر النهضة. أماً حديثاً فتبرز في أروِقة المسارح وفي الشماعد، كما يطلق اسم الدرابزون على ΄الألواح΄ الماسونيّة.

## الأسماء
من أسمائه: الدَرَابَزُون والدَرْبَزِين والتسوينة والحاجز والدَّريئة.

## الصور

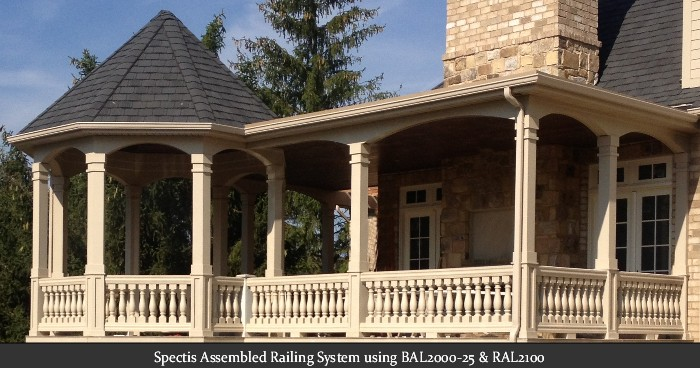
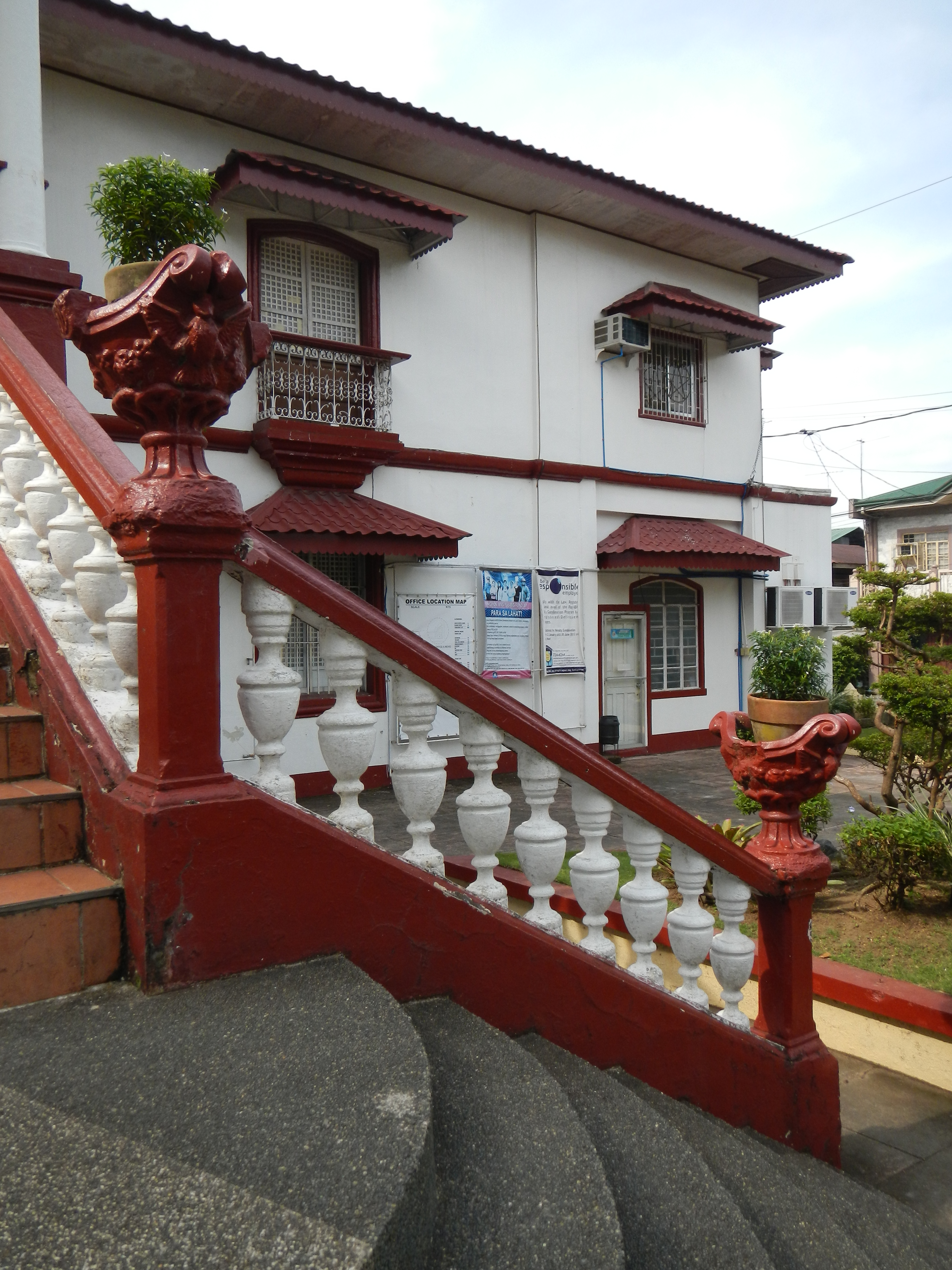
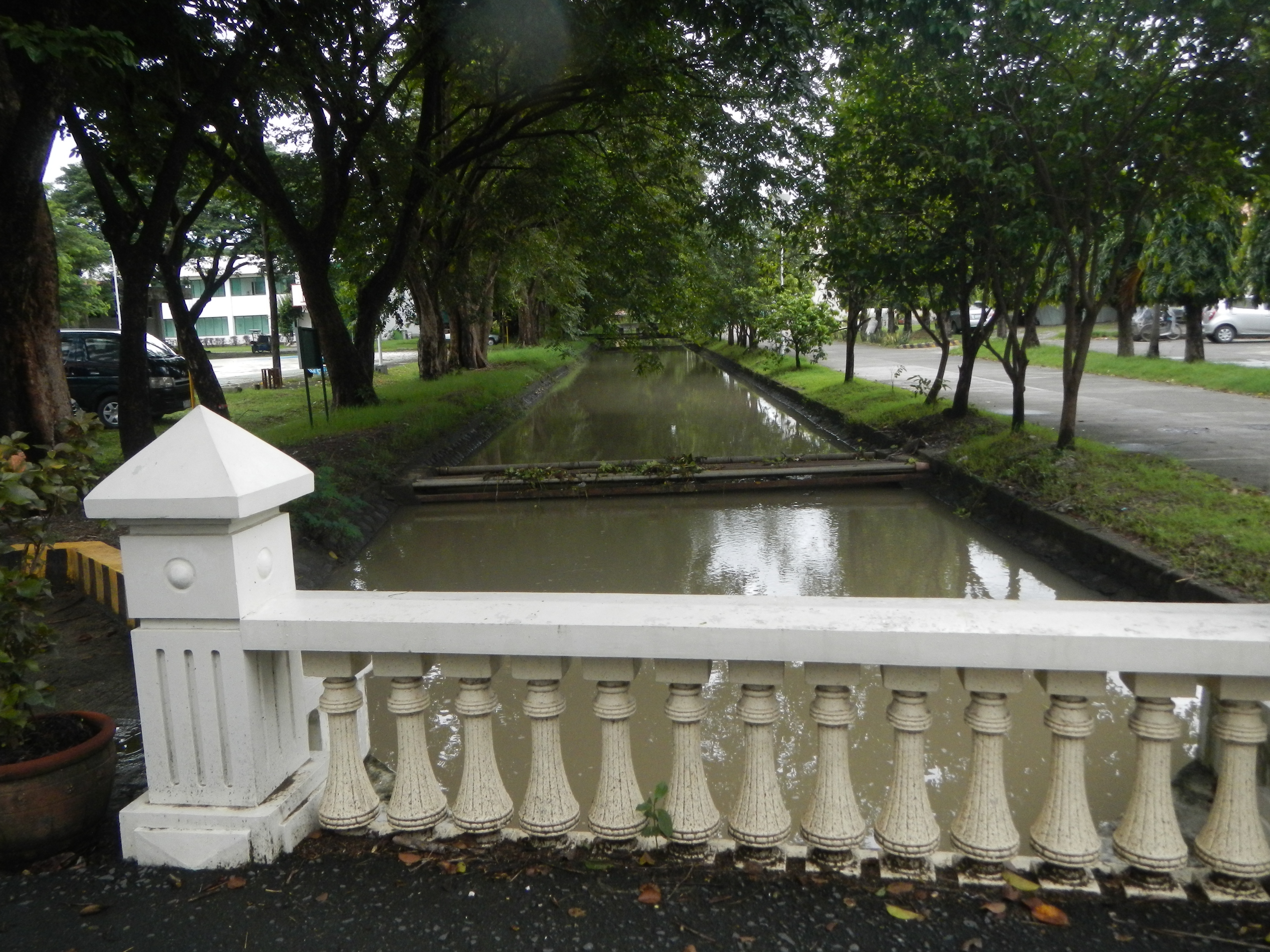